# Guvano

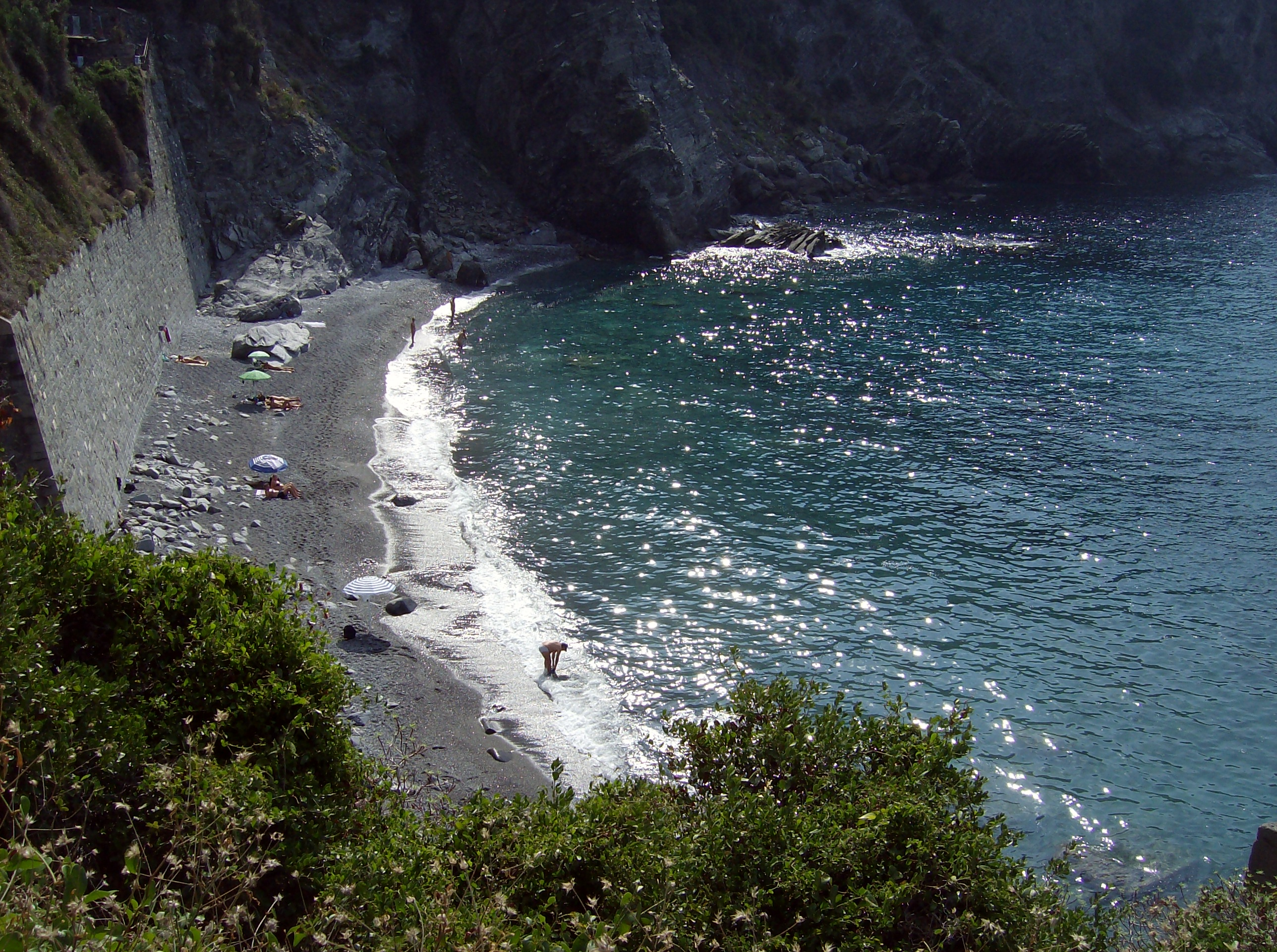
Una delle due spiagge di Guvano

Le due spiagge di Gùvano si trovano in una baia situata tra Corniglia e Vernazza nelle Cinque Terre, in provincia della Spezia, e sono storicamente spiagge per naturisti.

## Geologia
La zona, sita in comune di Vernazza, è caratterizzata sul piano geologico da un ampio costone franoso sottostante la località di San Bernardino. Lo scoscendimento, verificatosi negli anni cinquanta dell'Ottocento, fu oggetto di studi accurati da parte di uno dei pionieri della ricerca geologica in Liguria, Girolamo Guidoni (1794-1870), nativo appunto di Vernazza.
Guvano è compreso nel Parco nazionale delle Cinque Terre ed è soggetto a particolari norme di tutela per limitare i pericoli di nuove frane.

## Accesso alle spiagge
Un tempo attraversata dalla linea ferroviaria Genova - La Spezia, aperta intorno al 1870 e spostata a monte nel 1962, la località era raggiungibile a piedi tramite una dismessa galleria ferroviaria ottocentesca tra Corniglia e Guvano. Tale galleria è stata chiusa e pertanto non è più possibile utilizzarla per raggiungere la spiaggia.
Inoltre si può raggiungere Guvano utilizzando i sentieri del Parco (chiuso per un'ordinanza del comune di Vernazza), peraltro molto scoscesi nella parte che scende alle spiagge. In particolare il sentiero che conduce a Guvano è una deviazione scoscesa e franabile del segmento Corniglia-Vernazza del Sentiero azzurro, classificato dal Parco nazionale delle Cinque Terre come Sentiero n° 2.
Per quanto riguarda l'accesso via mare, l'ormeggio dei natanti nell'Area marina protetta Cinque Terre è regolamentato dall'apposita "disciplina dell'attività di ormeggio".

## Normativa italiana
Nel 2000 il tribunale della Spezia ha emesso sentenza di assoluzione nei confronti di un naturista, che era stato trovato nudo a Guvano dalle forze dell'ordine e per questo accusato di atti contrari alla pubblica decenza.